# Karl-Heinz Geils
Karl-Heinz Geils (Ritterhude, 20 maggio 1955) è un allenatore di calcio ed ex calciatore tedesco, di ruolo difensore.